# عمق استراتيجي
العمق الاستراتيجي هو مصطلح عسكري يستخدم لوصف المناطق الفاصلة بين خطوط القتال على الجبهة وبين المدن الكبرى ومناطق الثقل السكاني والصناعي للدولة، يكمن المعيار الأساسي للمناطق التي تشكل عمقًا استراتيجيًا في مدى مقدرة الجيش على الانسحاب تكتيكيًا من تلك المناطق في حال تعرضه لهجوم معادٍ دون أن يخسر الحرب أو القدرة على مواصلة الحرب.

## المبادئ
المبادئ الأساسية التي يتعين على أي قائد عسكري أن يأخذها في الاعتبار عند التعامل مع العمق الاستراتيجي هي مدى ضعف هذه الأماكن أمام هجوم استباقي سريع أو هجوم منهجي، وما إذا كانت الدولة قادرة على الانسحاب إلى أراضيها، وامتصاص الهجوم الأولي، والسماح للهجوم اللاحق بالوصول إلى ذروته قبل تحقيق هدفه بعيدًا عن مواقع قوتها.
يجب أن يكون القادة قادرين على التخطيط لكلا الاحتمالين، وأن يمتلكوا التدابير والموارد اللازمة على المستويين التكتيكي والاستراتيجي لمواجهة أي مرحلة من مراحل الهجوم الصغير أو الواسع. ولا ينبغي أن تقتصر التدابير على الأصول العسكرية البحتة لأن القدرة على تعزيز البنية الأساسية المدنية أو جعلها مرنة بما يكفي لتحتمل الهجوم أو تهرب منه مفيدة للغاية في أوقات الحرب. وكانت القضية تتلخص في الموازنة بين المكان والزمان، كما شهدنا في فشل ألمانيا في هزيمة الاتحاد السوفيتي في عام 1942. ففي مواجهة الغزو الألماني، انسحب الجيش السوفيتي من بولندا المحتلة في يونيو 1941 إلى ضواحي موسكو في ديسمبر 1941، وهو الأمر الذي سمح للاتحاد السوفيتي بنقل قاعدته الصناعية إلى شرق جبال الأورال. وعلى هذا فقد تمكنت الصناعات التي نُقلت من إنتاج الموارد اللازمة للهجوم السوفيتي المضاد.